# Taufkirchen, Landkreis München
För andra betydelser, se Taufkirchen.
Taufkirchen är en kommun i Landkreis München i Regierungsbezirk Oberbayern i förbundslandet Bayern i Tyskland.  Taufkirchen, som för första gången nämns i ett dokument från år 1315, har cirka 18 000 invånare.

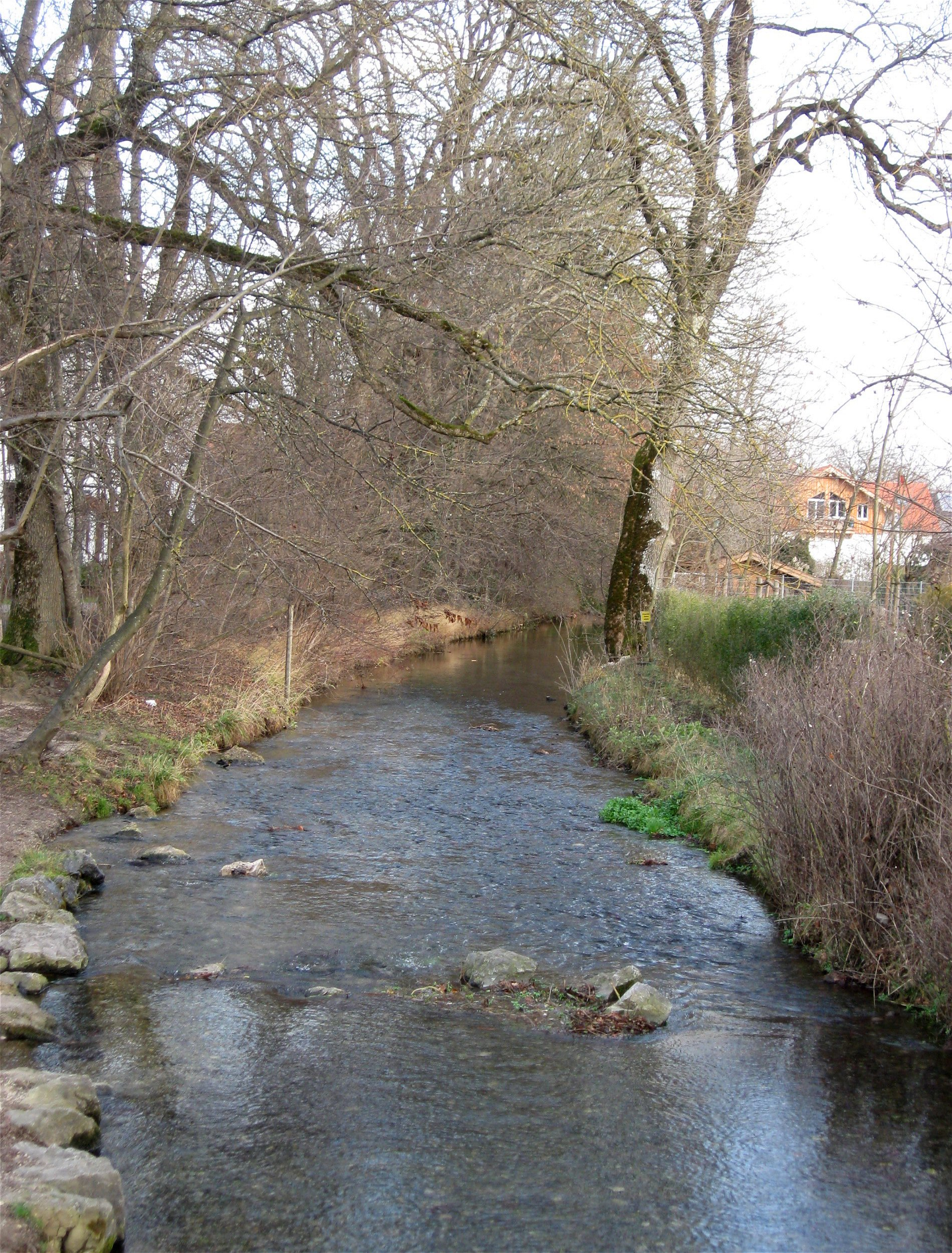
Hachinger Bach flyter genom Taufkirchen.

## Ortsteile
Taufkirchen består av sju Ortsteile: Am Birkengarten, Am Wald, Bergham, Potzham, Taufkirchen, Westerham och Winning.